# 特拉维斯空军基地
特拉维斯空军基地（英語：Travis Air Force Base）是一个位于美国加利福尼亚州索拉诺县費爾菲爾德附近的美国空军基地，隶属于美国空军机动司令部。美国空军第60机动联队驻扎于此，是机动司令部下属最大的联队，拥有C-5運輸機、KC-10加油机和波音C-17环球霸王III等机型。目前，该基地有大约7,260名现役军人、大约4,250名预备役人员以及大约3,770平民。